# 應餘
應餘 （？—218年），字子正，天資方毅，志尚仁義。東漢末年郡功曹，死於侯音的叛亂。

## 生平
建安二十三年（公元218年）十月，南陽地區官吏和百姓不堪徭役之苦，侯音與衛開聯合荊州守將關羽討伐曹魏政權。侯音欲挾持太守東里袞，時任郡功曹的應餘，趁著混亂之際，護著太守東里袞一起逃出城。侯音立即遣兵追殺他們，在離城十里的地方趕上二人。侯音軍拿箭射向太守東里袞，箭如雨下。應餘見太守有危險於是挺身擋箭，身受七箭。他說：「侯音猖狂狡詐，只是造反的逆黨，大軍現今馬上就要到來，誅夷在近。相信你們皆是善良之人，素無惡之心，現應思考棄惡從善，為什麼要聽從他的指揮？我用自己代替太守，雖然重創，如果我的死能保全太守，即便死也無遺恨。」說完便仰天大哭，血淚俱下。侯音軍見他忠義剛烈，就饒了東里袞的性命，只將東里袞捉拿回去。侯音軍離開後，應餘的生命也消逝殆盡。後征南將軍曹仁討平侯音，表應余行狀，并脩祭醊。曹操聞之，嗟嘆良久，下荊州復表門閭，賜穀千斛。
甘露三年六月丙子（公元258年7月30日），曹髦下詔說：「昔日南陽郡山賊擾亂，想劫持故太守東里袞為人質，功曹應餘獨身一人捍衛太守，所以東里袞倖免於難。應餘掩護過程中艱辛最終捨身取義，司徒應過問此事，應予應餘的孫子應倫以相應的職務，使應餘的忠心能得到報償。」